# Peregrino Paulos
Peregrino Paulos (* 1889 in Buenos Aires; † 21. November 1921) war ein argentinischer Geiger, Bandleader und Tangokomponist.

## Leben und Nachwirken
Über die Lebensumstände von Paulos ist wenig bekannt. Laut der Antología del Tango Rioplatense des Instituto de Musicología Carlos Vega war er griechischer Herkunft, laut Cien tangos fundamentales von Oscar del Priore und Irene Amuchástegui war sein Vater ein spanischer Musiker gleichen Namens, während seine Mutter aus Dänemark stammte. Er hatte zwei Brüder, die ebenfalls Musiker waren: Roque spielte wie er selbst Geige, während Niels Pianist war. Peregrino spielte in einer von Augusto Berto geleiteten Formation mit den Pianisten Horacio Gomila und Domingo Fortunato (später Niels Paulos). Mit einer eigenen Gruppe nahm er beim Label ERA acht Titel auf: 
- De mi tierra (von Juan de Dios Filiberto)
- La polla (von Francisco Canaro)
- Hasta después de muerta (von Ricardo González)
- El batacazo (von Manuel Pizarro)
- Lamento de un criollo (eigene Komposition)
- Ausencia (Walter von Germán  Teisseire)
- La biblioteca (von Augusto Berto)
- Penas de amor (Walzer von Augusto Berto)

Bekannt geblieben ist Paulos vor allem als Komponist des Tangos Inspiración. Dieser wurde als Instrumentalstück in einem Café an der Avenida de Mayo in Buenos Aires unter dem Titel 6ª del R. 2 uraufgeführt, mit dem sein Bruder Niels seine Kameraden aus seiner Militärdienstzeit ehren wollte. 1922 nahm ihn Roberto Firpo erstmals unter dem Titel Inspiración auf. 1929 folgte die nächste Aufnahme von Pedro Maffia mit Osvaldo Pugliese und Elvino Vardaro beim Label Brunswick. Mit einem Text von Luis Rubistein nahm Agustín Magaldi den Tango 1931 ebenfalls bei Brunswick auf. Nach Aufnahmen von Alberto Gómez (mit Adolfo Carabelli) und Libertad Lamarque wurde der Titel bald zu einem Klassiker der Tangoliteratur. Die zweite Komposition Paulos', die überdauert hat, ist der Tango El distinguido ciudadano. Er wurde für eine Komödie von José Saldías und Raúl Casariego komponiert und von Carlos Di Sarli zweimal (1946 und 1952) aufgenommen.

## Anmerkung
1. ↑  Der Bandleader Manuel Pizarro behauptete in einem Interview, dass beide Kompositionen in Wirklichkeit nicht von Peregrino Paulos, sondern von seinem jüngeren Bruder Niels stammten.

| Personendaten    | Personendaten                                        |
| ---------------- | ---------------------------------------------------- |
| NAME             | Paulos, Peregrino                                    |
| KURZBESCHREIBUNG | argentinischer Geiger, Bandleader und Tangokomponist |
| GEBURTSDATUM     | 1889                                                 |
| GEBURTSORT       | Buenos Aires                                         |
| STERBEDATUM      | 21. November 1921                                    |